# Kostel svatého Jiljí (Vinařice)
Kostel svatého Jiljí je římskokatolický farní kostel ve Vinařicích v okrese Louny. Od roku 1964 je chráněn jako kulturní památka. Stojí na zrušeném hřbitově v západní části vesnice.

## Historie a stavební vývoj
První písemná zmínka o kostele pochází z roku 1352, kdy se uvádí v registru papežských desátků. František Štědrý (viz Literatura) zná jména dvanácti vinařických farářů v předhusitském období. Na přelomu 70. a 80. let 14. století působil ve funkci vinařického plebána jistý Jakub. Arcijáhen Pavel z Janovic zjistil při vizitaci, že Jakub nevykonává svou funkci podle představ kurie, nadměrně holduje alkoholu a udržuje nedovolené styky se ženami.
Postavení kostela lze klást do rozmezí přelomu 30. a 40. let 14. století, kdy se na Lounsku začaly stavět polygonální presbytáře. Z této doby pochází presbytář a jeho klenba, vítězný oblouk a zdivo lodi. Stavitelem kostela byl zřejmě některý z potomků Bičena z Radíčevsi.
Na začátku 40. let 15. století byl kostel opatřen novým krovem. Prokázala to dendrochronologická analýza dvou sekundárně použitých původních trámů ve stávající konstrukci.
Významné úpravy kostela proběhly ve 20. letech 18. století, což souviselo s obnovením statutu kostela jako farního. V letech 1721–1722 byla pořízena nová dlažba, vystavěna zděná kruchta a nové stropy a pořízena stávající křtitelnice. Roku 1721 byly proraženy okenní otvory ve věži, což je první zmínka o její existenci. Vzhledem k tomu, že se v roce 1709 stavěla ještě dřevěná zvonice, je evidentní, že věž byla postavena v časovém intervalu vymezeném těmito dvěma daty. Zřejmě v 80. letech 18. století byla zazděna hrotitá okna presbytáře. Poslední opravy byly podniknuty roku 2018, kdy se opravila fasáda presbytáře a pilíře vstupní branky.
Farnost Vinařice byla obnovena v roce 1720, budova fary vznikla v letech 1723–1724.

## Stavební podoba
Obdélná loď kostela je na východě ukončena užším a nižším pětiboce uzavřeným presbytářem s opěráky a zazděnými hrotitými okny, ke kterému je na severní straně připojena sakristie. Boční strany lodi jsou členěné lizénovými rámci a polokruhově ukončenými okny. Boční stěny západního průčelí jsou konvexně prohnuté a zdobené lizénovými rámci a pilastry. Před průčelí předstupuje hranolová věž s rustikovaným přízemím a pilastry v patře. V plochostropé lodi stojí valenou klenbou se stýkajícími se lunetami podklenutá kruchta. Pod ní se nachází vstup do prostoru Božího hrobu. Presbytář je od lodi oddělen hrotitým vítězným obloukem a zaklenut jedním polem křížové žebrové klenby, na které v závěru navazuje paprsčitá žebrová klenba. Do sakristie vede dřevěný portálek.

## Zařízení
Rokokový hlavní oltář vyřezal v roce 1781 řezbář J. Turnovský. Zdobí ho obraz svatého Jiljí od J. Kramolína ze druhé poloviny osmnáctého století a dvojice andělů. Interiér doplňují dva boční protějškové oltáře zasvěcené Panně Marii a svatému Janu Nepomuckému od autora hlavního oltáře. K vybavení dále patří klasicistní kazatelna od lounského sochaře D. Phila z roku 1785 a kamenná barokní křtitelnice s dřevěným víkem. Na konzolách stojí barokní sochy blahoslaveného Podivena, svatého Jana Nepomuckého a svatého Antonína. Varhany s rokokovou ornamentikou byly postaveny v roce 1788 litoměřickým varhanářem Johannnem Ruschem. Ve věži je zavěšený zvon z roku 1576, který nechal ulít Děpold z Lobkovic.V 90. letech 20. století byl kostel několikrát vykraden a přišel tak o významnou část mobiliáře.

## Galerie

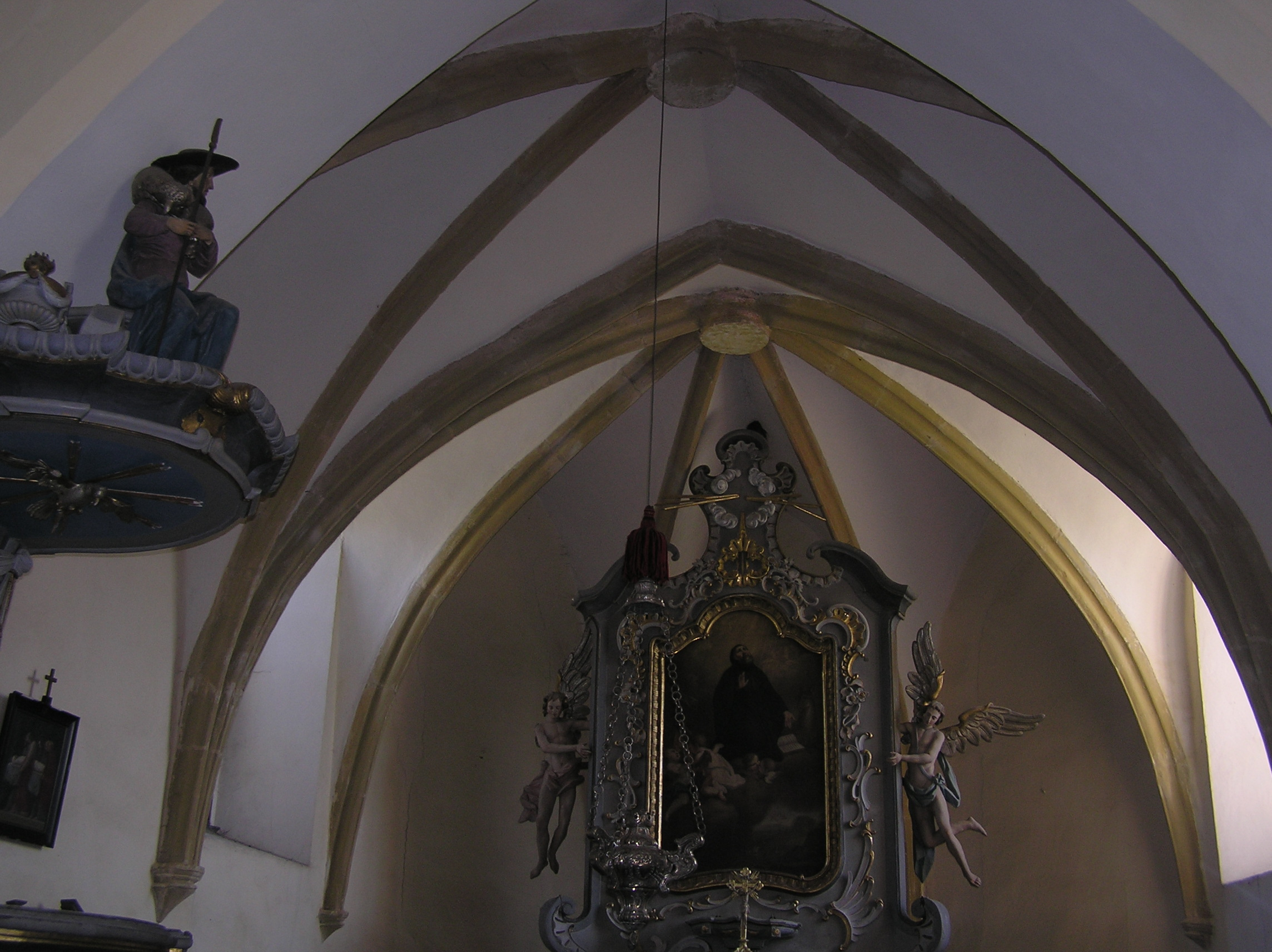
Klenba presbytáře
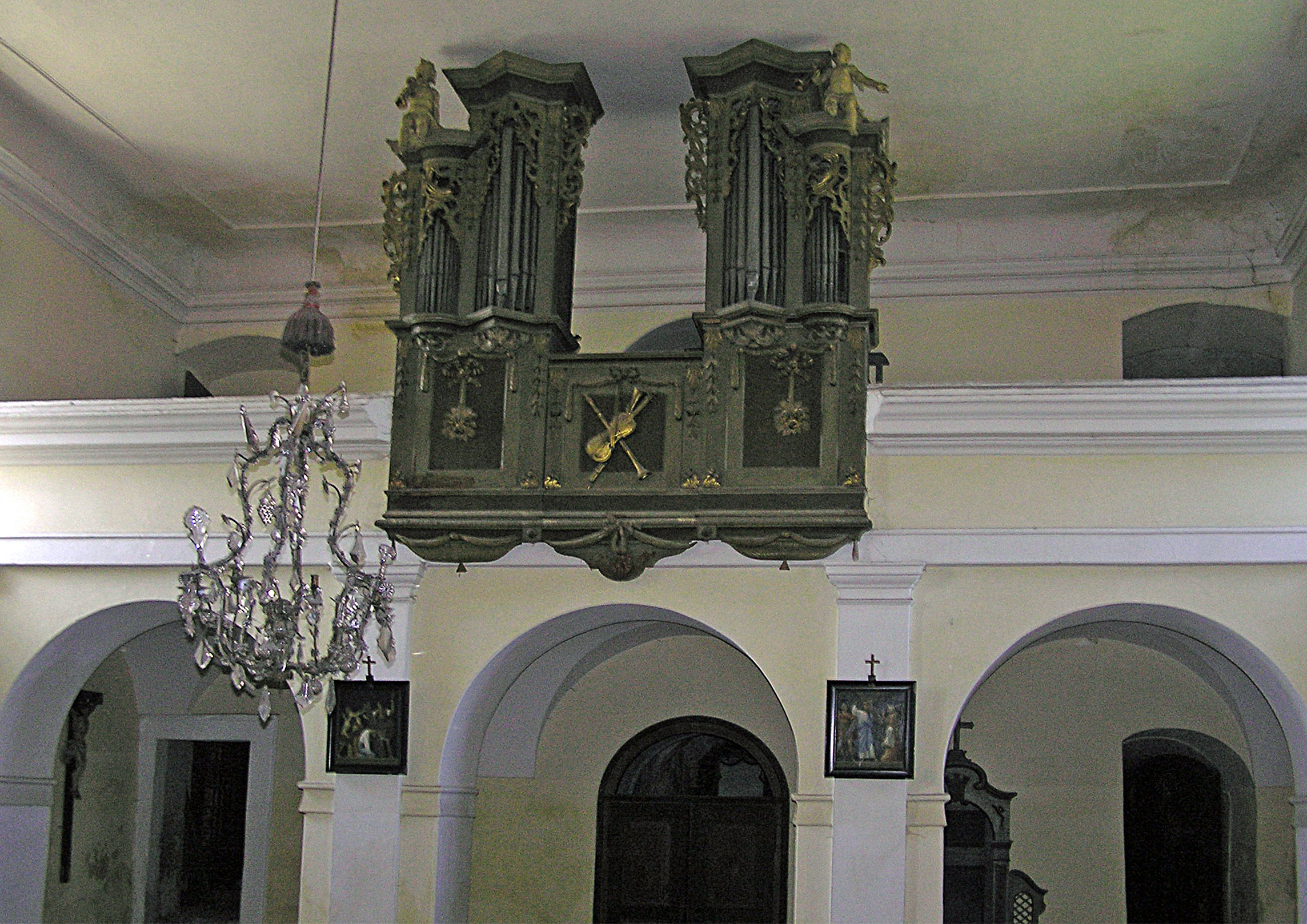
Varhany
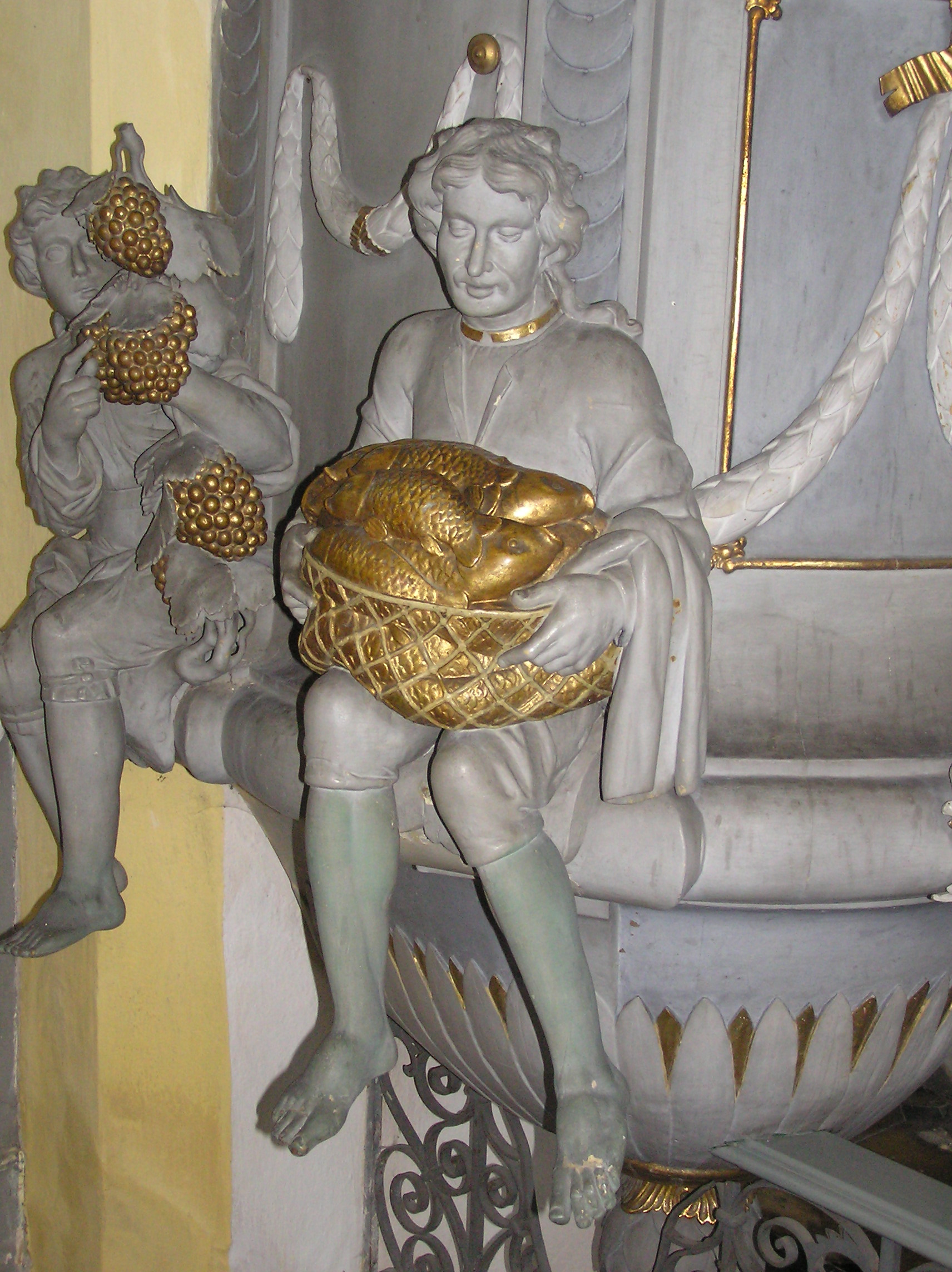
Sochy vinaře a rybáře na kazatelně